# Scleroprotopus inferus
Scleroprotopus inferus är en mångfotingart som beskrevs av Karl Wilhelm Verhoeff 1939. Scleroprotopus inferus ingår i släktet Scleroprotopus och familjen Mongoliulidae. Inga underarter finns listade i Catalogue of Life.